# Ossining (villa)
Ossining es una villa ubicada en el condado de Westchester en el estado estadounidense de Nueva York. En el año 2000 tenía una población de 24,010 habitantes y una densidad poblacional de 2,882.2 personas por km².

## Geografía
Ossining se encuentra ubicado en las coordenadas 41°9′55″N 73°51′24″O / 41.16528, -73.85667. Según la Oficina del Censo, la ciudad tiene un área total de 16,4 km² (6,3 mi²), de la cual 8,3 km² (3,2 mi²) es tierra y 8,1 km² (3,1 mi²) (51.72%) es agua.

## Demografía
Según la Oficina del Censo en 2000 los ingresos medios por hogar en la localidad eran de $52,185, y los ingresos medios por familia eran $60,179. Los hombres tenían unos ingresos medios de $40,412 frente a los $36,975 para las mujeres. La renta per cápita para la localidad era de $25,036. Alrededor del 10.6% de la población estaban por debajo del umbral de pobreza.